# Анна Елизабет фон Анхалт-Бернбург
Анна Елизабет фон Анхалт-Бернбург (на немски: Anne Elisabeth von Anhalt-Bernburg; * 19 март 1647 в Бернбург; † 3 септември 1680 в Бернщат) от род Аскани е принцеса от Анхалт-Бернбург и чрез женитба херцогиня на Вюртемберг-Бернщат.
Тя е най-малката дъщеря (от 15 деца) на княз Кристиан II фон Анхалт-Бернбург (1599 – 1656) и принцеса Елеонора София фон Шлезвиг-Холщайн-Зондербург (1603 – 1675), дъщеря на херцог Йохан фон Шлезвиг-Холщайн-Зондербург (1545 – 1622) и втората му съпруга Агнес Хедвиг фон Анхалт (1573 – 1616).  По баща е внучка на княз Кристиан I фон Анхалт-Бернбург (1568 – 1630) и графиня Анна фон Бентхайм-Текленбург (1579 – 1624).
Сестра е на Виктор I Амадей (1634 – 1718) и Анна София (1640 – 1704), омъжена 1664 г. за граф Георг Фридрих фон Золмс-Зоненвалде (1626 – 1688).
Тя е учена и талантлива певица и знае множество езици и свири на множество инструменти.
Анна Елизабет умира през 1680 г. при раждането на последното си дете..

## Фамилия
Анна Елизабет се омъжва на 13 март 1672 г. в Бернщат за херцог Христиан Улрих I фон Вюртемберг-Бернщат (1652 – 1704), син на херцог Силвиус I Нимрод фон Вюртемберг-Оелс (1622 – 1664) и Елизабет Мария фон Мюнстерберг-Оелс (1625 – 1686). Тя е първата му съпруга. Те имат децата:
- Луиза Елизабет (1673 – 1736)

∞ на 17 август 1688 г. в Бернщат за херцог Филип фон Саксония-Мерзебург-Лаухщет (1657 – 1690)
- Христиан Улрих (*/† 1674)
- Леополд Виктор (1675 – 1676)
- Фридерика Христина (*/† 1676)
- София Ангелика (1677 – 1700)

∞ на 23 април 1699 г. в Оелс за херцог Фридрих Хайнрих фон Саксония-Цайц (1668 – 1713)
- Елеанора Амона (1678 – 1679)
- Теодóсия (*/† 1680)